# Talmej Jechi'el
Talmej Jechi'el (hebrejsky תַּלְמֵי יְחִיאֵל‎, doslova „Jechi'elovy brázdy“, v oficiálním přepisu do angličtiny Talme Yehi'el, přepisováno též Talmei Yehi'el) je vesnice typu mošav v Izraeli, v Jižním distriktu, v Oblastní radě Be'er Tuvja.

## Geografie
Leží v nadmořské výšce 53 metrů v pobřežní nížině, v regionu Šefela.
Obec se nachází 13 kilometrů od břehu Středozemního moře, cca 35 kilometrů jižně od centra Tel Avivu, cca 45 kilometrů jihozápadně od historického jádra Jeruzalému a 3 kilometry severovýchodně od Kirjat Mal'achi. Západně od vesnice se rozkládá letecká základna Chacor. Talmej Jechi'el obývají Židé, přičemž osídlení v tomto regionu je etnicky převážně židovské.
Talmej Jechi'el je na dopravní síť napojen pomocí dálnice číslo 3, která tu probíhá zároveň pod označením dálnice číslo 40.

## Dějiny
Talmej Jechi'el byl založen v roce 1949. Novověké židovské osidlování tohoto regionu začalo po válce za nezávislost tedy po roce 1948, kdy oblast ovládla izraelská armáda.
Zakladateli mošavu byla skupina Židů z Bulharska, Rumunska a Polska. Vesnice byla pojmenována podle ruského sionistického předáka Jechi'ela Členova. Zpočátku byla místní ekonomika založena na zemědělství. Mnoho obyvatel ale nemělo zkušenosti se zemědělským hospodařením a mošav opustili. V roce 1955 posílila místní populaci skupina židovských přistěhovalců ze severní Afriky, koncem 70. let 20. století se tu pak v některých uprázdněných farmách usídlili rodilí Izraelci.

## Demografie
Podle údajů z roku 2014 tvořili naprostou většinu obyvatel v Talmej Jechi'el Židé – cca 900 osob (včetně statistické kategorie "ostatní", která zahrnuje nearabské obyvatele židovského původu ale bez formální příslušnosti k židovskému náboženství, cca 1000 osob).
Jde o menší obec vesnického typu s dlouhodobě rostoucí populací. K 31. prosinci 2014 zde žilo 950 lidí. Během roku 2014 populace stoupla o 7,0 %.
| Rok            | 1961 | 1972 | 1983 | 1995 | 2001 | 2003 | 2004 | 2005 | 2006 | 2007 | 2008 | 2009 | 2010 | 2011 | 2012 | 2013 | 2014 |
| -------------- | ---- | ---- | ---- | ---- | ---- | ---- | ---- | ---- | ---- | ---- | ---- | ---- | ---- | ---- | ---- | ---- | ---- |
| Počet obyvatel | 341  | 297  | 364  | 487  | 553  | 569  | 591  | 588  | 611  | 623  | 644  | 823  | 838  | 841  | 858  | 888  | 950  |